# University of Auckland

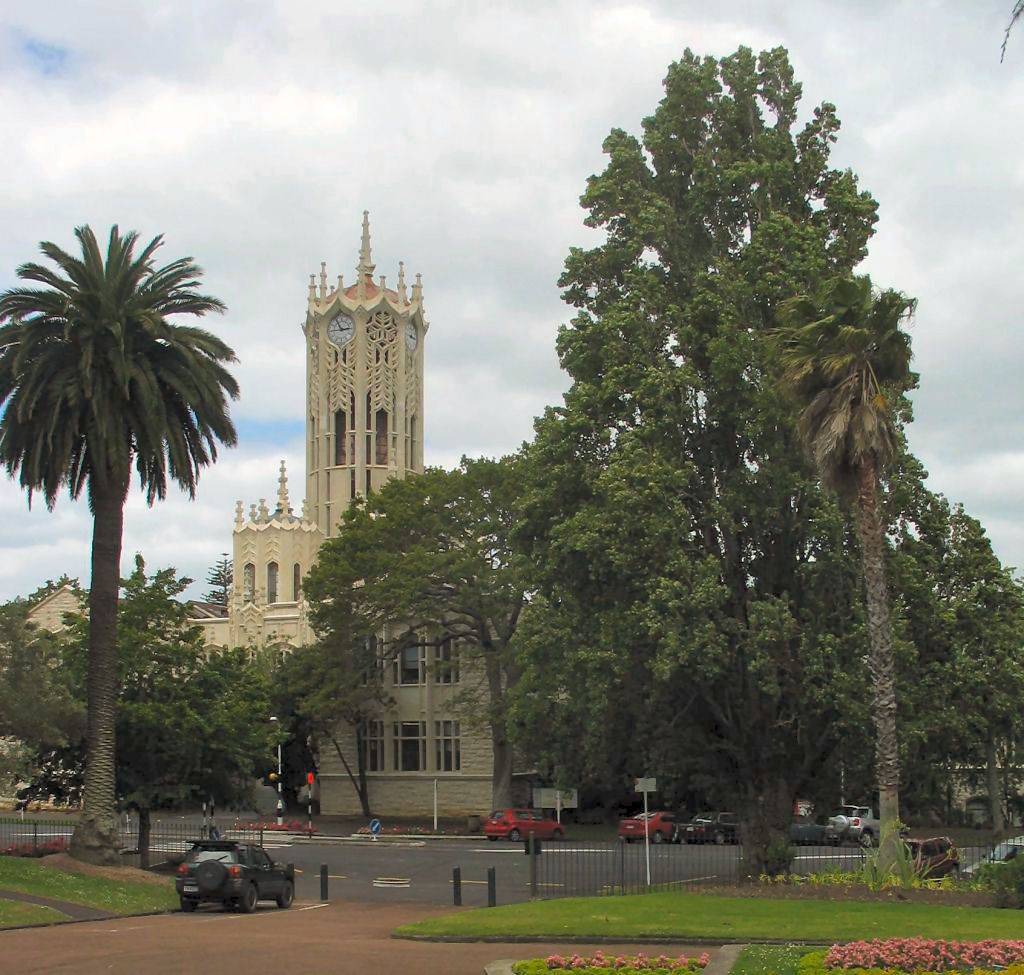
Der Clock Tower

The University of Auckland (maorisch: Waipapa Taumata Rau) ist eine staatliche Universität in Neuseelands größter Stadt Auckland. Im Jahre 1883 wurde sie als Auckland University College und Teil der damaligen University of New Zealand gegründet und hat als seit 1961 eigenständige Universität acht Fakultäten mit mehr als 40.000 Studenten an sechs Standorten (Stand: 2011). Die Bildungseinrichtung ist damit die größte Universität des Inselstaats.

## Geschichte
Die Hochschule entstand als Teileinrichtung des föderalen Verbandes University of New Zealand und nahm ihren Lehrbetrieb 1883 mit 95 Studenten und vier aus Oxford und Cambridge rekrutierten Professoren für Chemie, Mathematik, Naturwissenschaften und klassische Studien auf. 1901 gab es 156 Studenten, die vor allem in Teilzeitmodellen in den Rechtswissenschaften ausgebildet wurden. Bis in die 1930er Jahre wurde an der University of Auckland kaum geforscht. 1934 bekam die Hochschule vier zusätzliche Lehrstühle. Diese zusätzliche Kapazität führte zu institutionellem Wachstum sowohl in der Lehre als auch im Bereich der Forschung. Der Hochschulverbund der University of New Zealand wurde 1961 zu Gunsten der seitdem bestehenden Hochschullandschaft aufgelöst und die University of Auckland damit zu einer eigenständigen Einrichtung.

## Fakultäten
- National Institute of Creative Arts and Industries
- Faculty of Arts
- The University of Auckland Business School
- Faculty of Engineering
- Faculty of Law
- Faculty of Medical & Health Sciences
- Faculty of Science
- Faculty of Education
- School of Theology

Im QS World University Ranking lag die Universität im Jahr 2007 auf Rang 50, im Jahr 2012 auf Rang 83.

## Ehemalige Studenten
- Erima Harvey Northcroft (1884–1953), neuseeländischer Rechtsanwalt, Richter am Supreme Court of New Zealand und am Internationalen Militärgerichtshof für den Fernen Osten